# Andinsk flamingo
Andinsk flamingo (Phoenicoparrus andinus) är en fågel i familjen flamingor inom ordningen flamingofåglar som förekommer högt uppe i Anderna i Sydamerika.

## Utseende
Andinsk flamingo har liksom sina släktingar en lång hals och långa smala ben. Den når en höjd av 1,0 till 1,4 meter, en vingspann av 1,0 till 1,6 meter och en vikt mellan 1,5 och 4,1 kilogram. Artens fjäderdräkt är rosa och mörkast på huvudet, halsen och övre bröstet. Ungarna har under den första tiden en gråaktig fjäderdräkt. Kännetecknande för arten är en näbb i gul och svart, gula ben och en röd fläck mellan näsborrarna.

## Utbredning och habitat
Förekommer i höga regioner i Anderna från södra Peru till nordvästra Argentina och norra Chile. Arten vistas vanligen i regioner mellan 3500 och 4500 meter över havet men den besöker ibland områden som ligger vid 2500 meter över havet eller högre än 4500 meter. Den lever i stora grunda saltsjöar med mjuk botten.

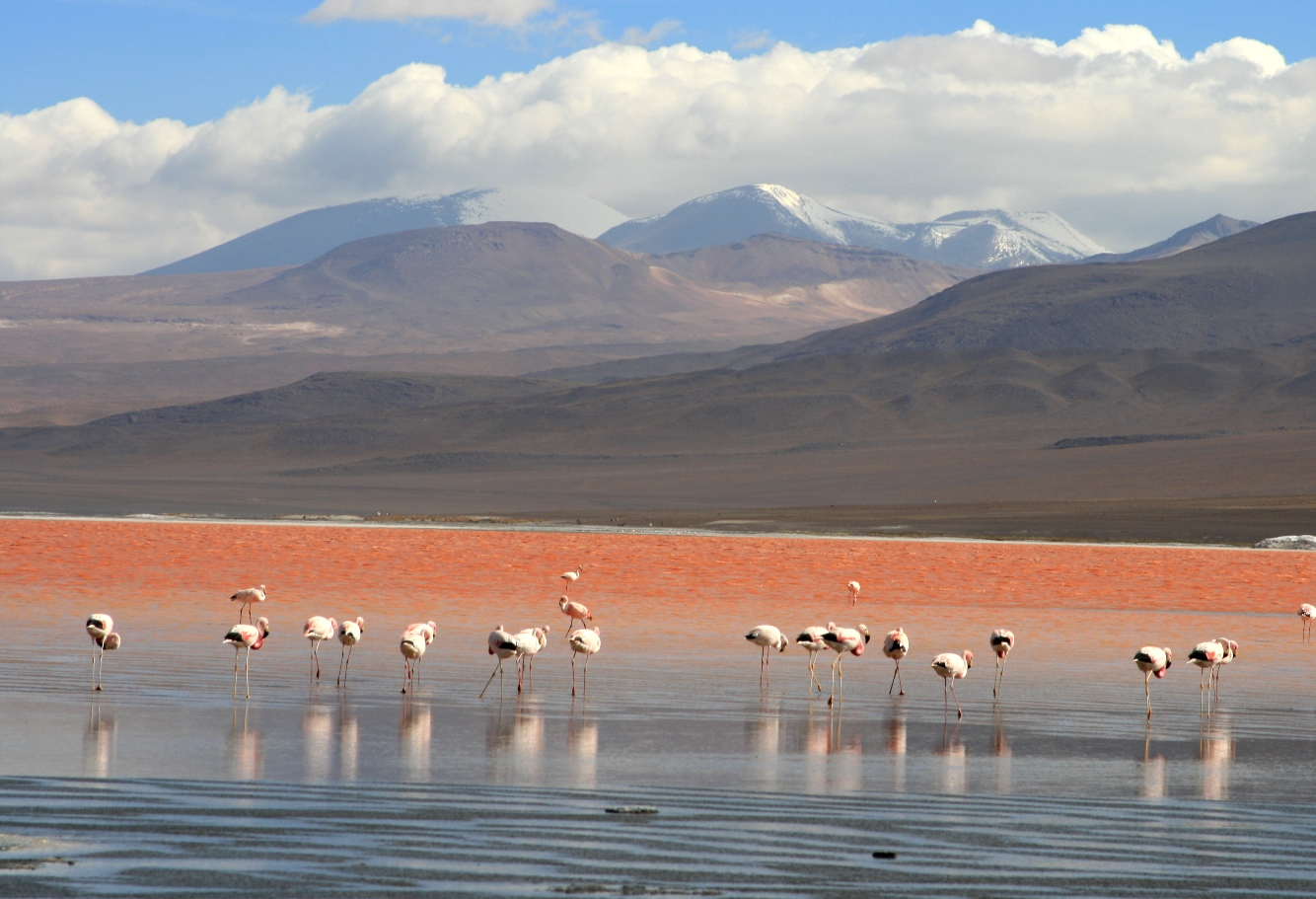
Andinska flamingo i Laguna Colorada, Bolivia.

## Ekologi
Hos andinsk flamingo förekommer kolonier med några tiotal eller några tusen medlemmar. De filtrerar med hjälp av lameller, som är ansluten till underkäken, sin föda ur vattnet. Födan utgörs av fytoplankton och zooplankton.

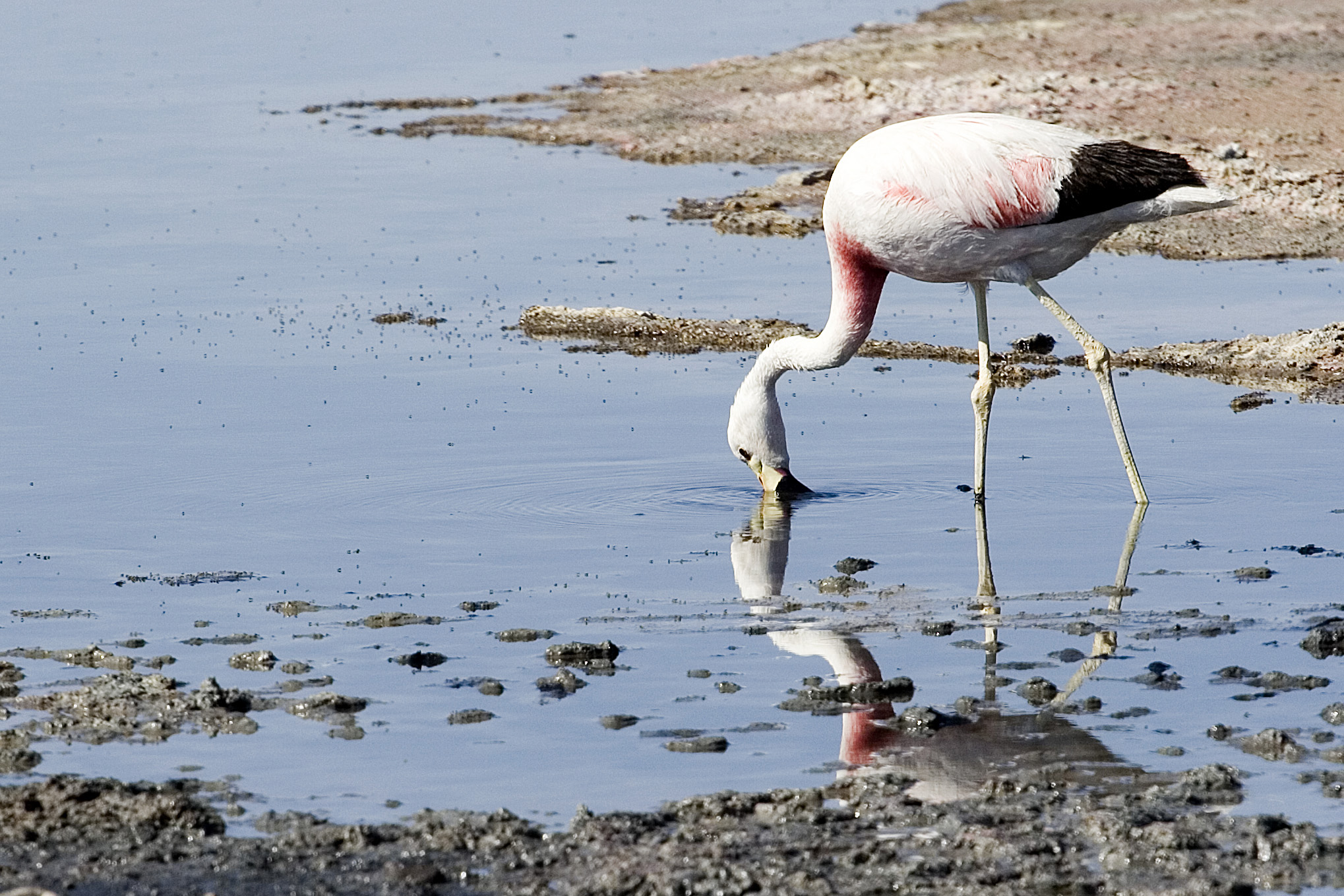
Födosökande andinsk flamingo i Atacamaöknen i Chile.

En hane och en hona bildar över flera år ett monogamt par. I kolonier med häckande djur ingår ofta individer av andra arter som chileflamingo (Phoenicopterus chilensis) eller punaflamingo (Phoenicopterus jamesi). Parningen sker i december eller januari och sedan lägger honan ett enda ägg som ruvas av båda föräldrar. Ägget är cirka sju centimeter långt, väger 113 till 141 gram och har en ljus rosa färg. Det kläckas efter 27 till 31 dagar.
Ungen matas ungefär sex till tio månader med krävmjölk. För livslängden i naturen finns bara uppskattningar som ligger vid 20 till 30 år. Enstaka individer i fångenskap har blivit 60 år gamla.

## Status och hot
Internationella naturvårdsunionen IUCN kategoriserar arten som sårbar (VU) efter att den mellan mitten av 1980-talet och mitten av 1990-talet minskade kraftigt till följd av exploatering och habitatförstörelse. När exploateringen minskat har nedgången stabiliserats, men den har fortfarande inte återhämtat sig. Världspopulationen uppskattades 2011 till 38.675 individer.

## Systematik
Andinsk flamingo är systerart till punaflamingo (Phoenicoparrus jamesi). DNA-studier visar att alla arter i familjen har en gemensam förfader för bara fyra till sex miljoner år sedan, varför författarna till studien rekommenderar att alla arter placeras i ett och samma släkte Phoenicopterus. Inga större taxonomiska auktoriteter har dock ännu följt dessa rekommendationer.